# Macrophiothrix koehleri
Macrophiothrix koehleri är en ormstjärneart som beskrevs av A.M. Clark 1968. Macrophiothrix koehleri ingår i släktet Macrophiothrix och familjen Ophiothrichidae. Inga underarter finns listade i Catalogue of Life.